# Juan Carlos Garrido Acevedo
Juan Carlos Garrido Acevedo (Santiago, 4 de marzo de 1980) es un deportista chileno que compite en levantamiento de potencia adaptado. Como seleccionado nacional, participó en los Juegos Paralímpicos de Sídney 2000 y Río de Janeiro 2016, ha logrado una medalla de bronce en los Juegos Parapanamericanos de Guadalajara 2011 y medallas de oro en los Juegos Parapanamericanos de Toronto 2015, Lima 2019, Santiago 2023 y en los Juegos Parasuramericanos de Santiago 2014. Esto lo convierte en el único deportista chileno en obtener medallas de oro en tres Juegos Parapanamericanos distintos.

## Biografía
Nació en 1980, aquejado de una artrogriposis, síndrome clínico poco frecuente, pues afecta a uno de cada 3000 nacimientos, por lo cual usa una silla de ruedas. A los 15 años comenzó a practicar baloncesto, y rechazó la opción de someterse a una cirugía.
Está divorciado y tiene una hija, Ivanna Belén.
Garrido también es director de la asociación de Deportistas de Alto Rendimiento (DAR) Chile.

## Carrera deportiva

### Inicios, primera participación paralímpica y castigo (1998-2005)
Comenzó a practicar levantamiento de pesas en 1998, con 18 años y 38 kilos de peso, alentado por el potencista paralímpico Víctor Valderrama. Con solo tres meses de entrenamiento, participó en el Campeonato Mundial de la especialidad organizado por el Comité Paralímpico Internacional (CPI), que se realizó en Dubái, Emiratos Árabes Unidos. Allí estableció una marca de 105 kilos. Desde entonces es entrenado por Víctor Rubilar.
Fue uno de los cuatro deportistas que representaron a Chile en los Juegos Paralímpicos de Sídney 2000, donde participó en la categoría de menos de 48 kilos. En la ciudad australiana levantó 142,5 kilos, con lo cual quedó en el 6.° lugar y obtuvo el récord panamericano.
Se preparó para los siguientes Juegos Paralímpicos, los de Atenas 2004, para participar en la categoría de menos de 56 kilos. Sin embargo, el técnico de la delegación chilena —que no era su entrenador— lo inscribió erróneamente en la categoría de 48 kilos, por lo cual no pudo disputar la cita olímpica. La Federación Paralímpica de Chile (FEPARACHILE) emitió un informe que lo responsabilizó, y fue suspendido por seis años de toda competencia.

### Retorno y récord mundial (2011-2014)

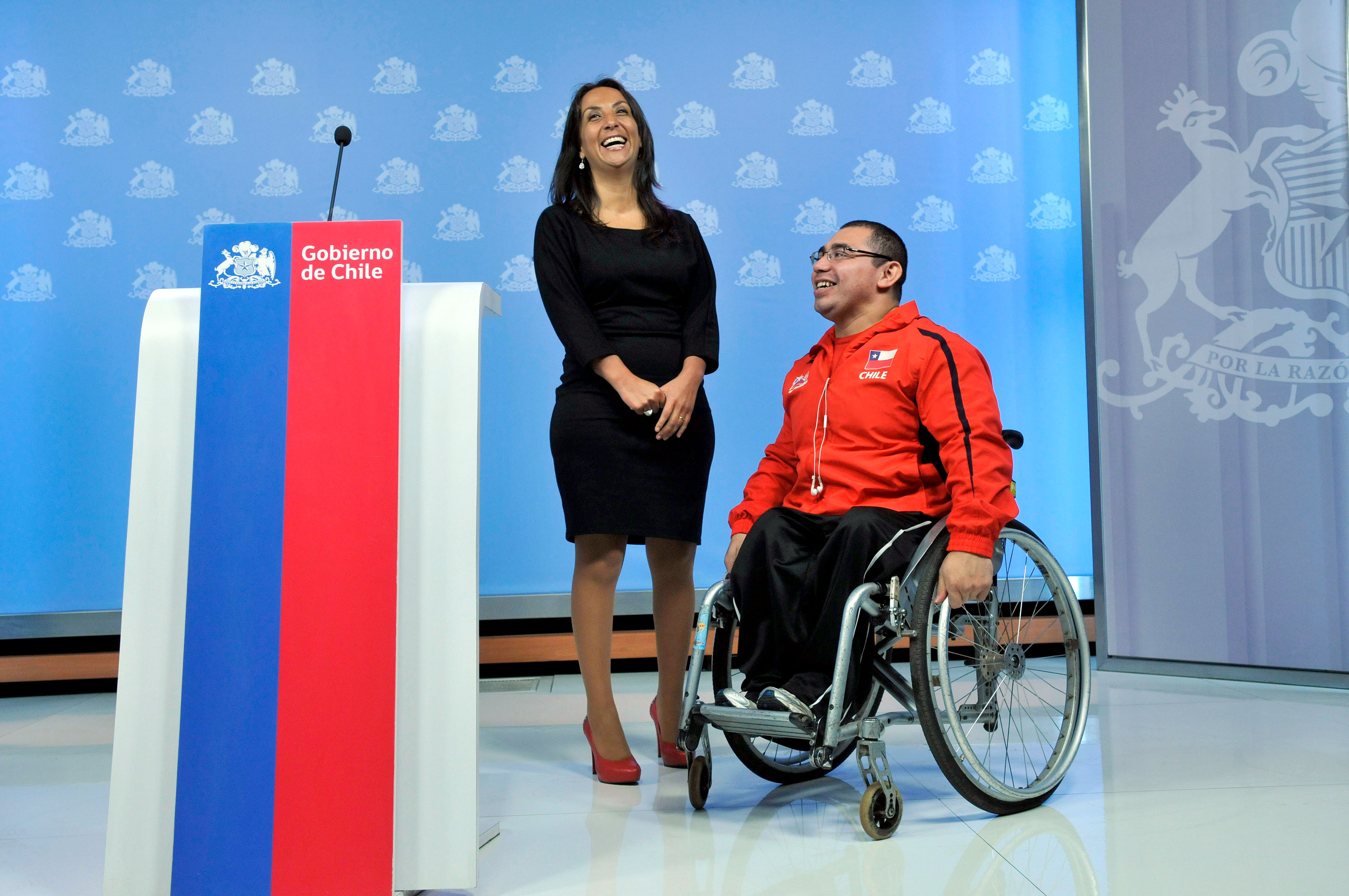
Garrido con la ministra Cecilia Pérez en 2013.

Durante sus años alejado del deporte vivió en Antofagasta y subió a 80 kilos. En 2011, cuando terminó su castigo, se contactó con su antiguo entrenador, bajó a 60 kilos, y clasificó para los Juegos Parapanamericanos de ese año, realizados en Guadalajara, México. En dicha competencia logró medalla de bronce y batió el récord parapanamericano (con 165 kilos) en la categoría de -60 kilos. El año siguiente, en el Malaysia Open Powerlifting Championship realizado en Kuala Lumpur en febrero de 2012, logró el tercer lugar en la misma categoría, al levantar 166 kilos.
Un cambio en las categorías de levantamiento de pesas, lo hizo bajar a 59 kilos. En 2013 logró el primer lugar en el Campeonato Nacional de Brasil, realizado en Sao Paulo, donde levantó 174 kilos, uno por debajo del récord mundial vigente del ruso Lidar Bedderdinov. En noviembre de ese mismo año, en el Circuito Brasil Caixa Loterias, realizado en Fortaleza, estableció el nuevo récord del mundo, con el levantamiento de 181 kilos.
En los Juegos Parasuramericanos de 2014, realizados en Santiago, obtuvo medalla de oro en la categoría de -59 kilos, levantando 177 y estableciendo nuevo récord parapanamericano. Recibió el Premio al mejor deportista de Chile 2014, otorgado por el Círculo de Periodistas Deportivos, junto a la patinadora María José Moya.

### Oro parapanamericano y segundos juegos paralímpicos (2015-actualidad)

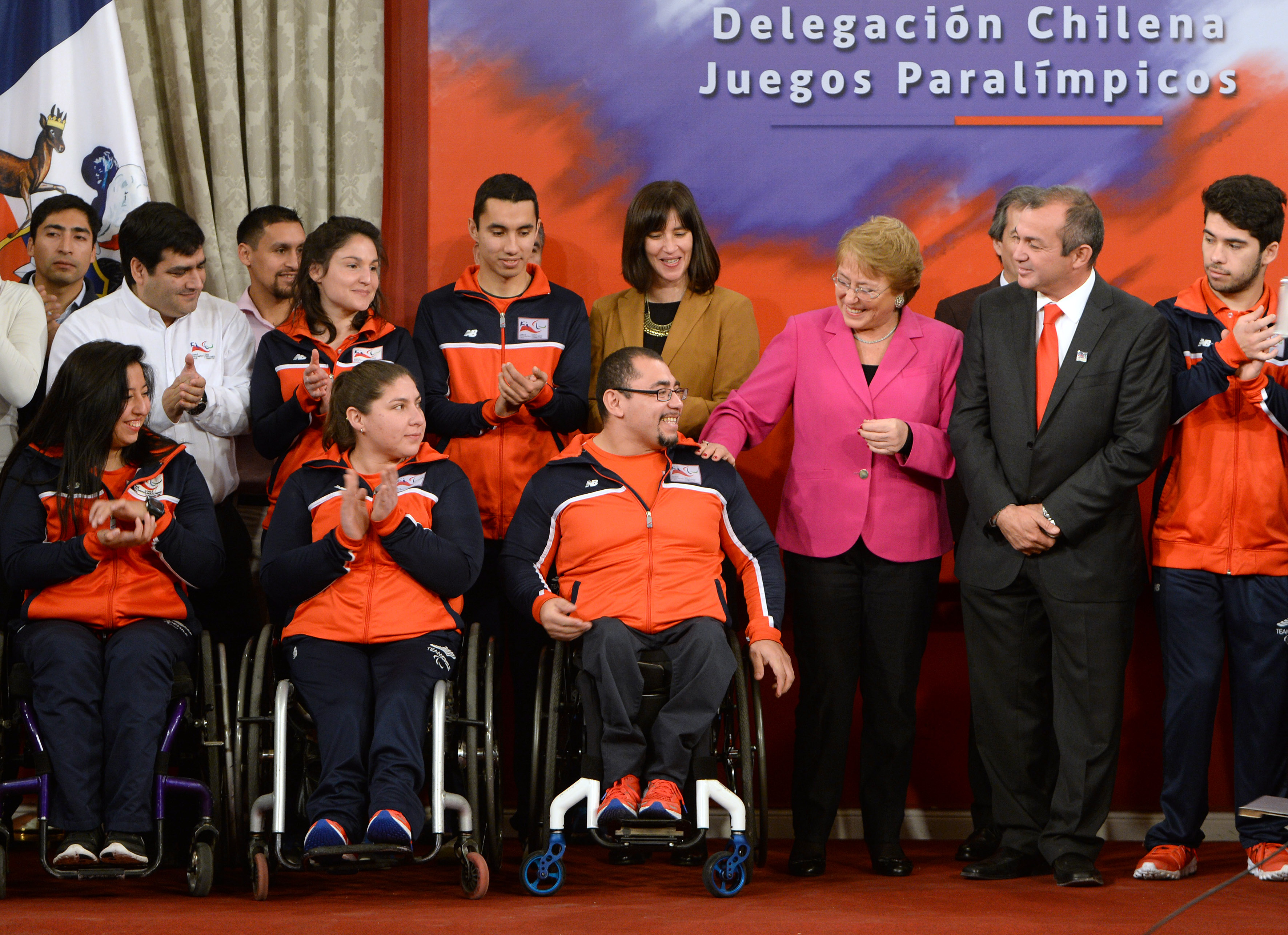
Garrido y otros deportistas paralímpicos chilenos junto a la presidenta Michelle Bachelet en 2016.

Participó en Juegos Parapanamericanos de 2015, realizados en Toronto, Canadá, donde levantó 178 kilos, obteniendo medalla de oro y rompiendo su propio récord parapanamericano. Volvió a romper su récord parapanamericano en enero de 2016, en el Campeonato Mundial de Río de Janeiro, donde levantó 186 kilos y obtuvo medalla de oro.
En la Copa del Mundo realizada en Malasia en febrero de 2016, logró el segundo lugar con 180 kilos, siendo solo superado por el chino Quanxi Yang. Con ello obtuvo la clasificación para los Juegos Paralímpicos de Río de Janeiro 2016, para el cual fue elegido abanderado de la delegación chilena en la ceremonia de apertura. En esos Juegos Paralímpicos no pudo registrar una marca válida tras tres intentos fallidos.
En octubre de 2016 se comunicó que sería galardonado con el Premio Nacional del Deporte de Chile 2015, convirtiéndose en el segundo deportista paralímpico en obtener el premio.